# Salvatore Ferraro (calciatore)
Salvatore Ferraro (Catanzaro, 9 giugno 1983) è un ex calciatore italiano, di ruolo difensore.

## Carriera
Cresciuto nelle giovanili dell'Inter, con le quali ha vinto il Torneo di Viareggio del 2002, ha disputato una presenza in campionato ed una in Coppa UEFA con la maglia nerazzurra.
L'esordio in Serie A è avvenuto nel pareggio 2-2 del 21 aprile 2002 contro il Chievo mentre l'esordio nelle coppe è avvenuto l'11 aprile dello stesso anno contro il Feyenoord (sempre 2-2 il punteggio). In seguito fu acquistato prima in comproprietà e poi a titolo definitivo dal Milan che l'ha girato in prestito a Prato, Pavia, Rimini, Vittoria, Lumezzane e San Marino.
Dalla stagione 2007-08 il giocatore, sempre di proprietà dei rossoneri, milita nelle file del Benevento.
Nella sessione estiva di calciomercato 2011 passa a titolo definitivo alla Ternana.
Con la maglia rossoverde conquista un promozione in Serie B e a fine anno rinnova il contratto con la Ternana. Nella stagione successiva in Serie B veste anche varie volte la fascia di capitano.
A fine stagione non gli viene rinnovato il contratto e il 29 luglio 2013 viene ingaggiato dal Catanzaro.
L'anno successivo rinnova fino al 2018 e viene nominato capitano della squadra.
Il 21 gennaio 2015 si trasferisce al Grosseto. Fa il suo esordio con la compagine maremmana il 24 gennaio, venendo espulso dopo soli 27 minuti. A fine stagione in Toscana colleziona solo 8 presenze.
Il 25 agosto 2015 viene ingaggiato dal Tuttocuoio,militante in Lega Pro dove colleziona 27 presenze condite da 2 gol e contribuendo a salvare la formazione neroverde con un decimo posto che è il miglior piazzamento nei professionisti per i ponteaegolesi. Al termine della stagione lascia definitivamente la Toscana rescindendo il contratto.
Il 20 agosto 2016 la Pro Patria (formazione lombarda appena retrocessa in Serie D) ne ufficializza l'acquisto a titolo definitivo del difensore calabrese dove però non si esprime al meglio e vestendo la casacca tigrotta solo 15 volte, compresi i play-off dove i bustocchi vengono sconfitti dal Ciliverghe Mazzano in semifinale. Terminata la stagione rescinde il contratto con i bianco blu.
L'8 agosto 2017 viene acquistato dal Mantova,iscritta in Serie D dopo l'esclusione dai professionisti per la mancata fidejussione, diventandone anche il capitano. L'esperienza virgiliana si interrompe improvvisamente il 30 novembre 2017 quando la società lombarda di comune accordo con il calciatore e per sfoltire la rosa, decide di non puntare più su di lui, rescindendo il contratto.
Nel frattempo il 15 dicembre si aggrega al Forlì, sempre in Serie D, insieme ad alcuni compagni con cui aveva condiviso l'esperienza di Mantova.
In Romagna realizza una rete (contro l'Imolese all'esordio in biancorosso il 17 dicembre 2017, segnando il provvisorio 2-0 per i galletti) in 15 presenze in campionato e contribuisce alla conquista dei playoff dove i forlivesi sconfitti in finale dagli stessi rossoblù bolognesi, al termine della stagione rescinde il contratto con il club romagnolo
Il 15 settembre 2018 viene acquistato a titolo definitivo dal Pomigliano, formazione campana militante in Serie D. Successivamente, dopo aver vestito le casacche di Forlì e Cattolica, passa all'Avezzano, formazione abruzzese di Eccellenza.

## Statistiche

### Presenze e reti nei club
| Stagione         | Squadra          | Campionato       | Campionato | Campionato | Coppe nazionali | Coppe nazionali | Coppe nazionali | Coppe continentali | Coppe continentali | Coppe continentali | Altre coppe | Altre coppe | Altre coppe | Totale | Totale |
| Stagione         | Squadra          | Comp             | Pres       | Reti       | Comp            | Pres            | Reti            | Comp               | Pres               | Reti               | Comp        | Pres        | Reti        | Pres   | Reti   |
| ---------------- | ---------------- | ---------------- | ---------- | ---------- | --------------- | --------------- | --------------- | ------------------ | ------------------ | ------------------ | ----------- | ----------- | ----------- | ------ | ------ |
| 2001-2002        | Inter            | A                | 1          | 0          | CI              | 0               | 0               | CU                 | 1                  | 0                  | -           | -           | -           | 2      | 0      |
| 2002-gen. 2003   | Inter            | A                | 0          | 0          | CI              | 0               | 0               | UCL                | 0                  | 0                  | -           | -           | -           | 0      | 0      |
| Totale Inter     | Totale Inter     | Totale Inter     | 1          | 0          |                 | 0               | 0               |                    | 1                  | 0                  |             | -           | -           | 2      | 0      |
| gen.-giu. 2003   | Prato            | C1               | 8          | 0          | CI-C            | -               | -               | -                  | -                  | -                  | -           | -           | -           | 8      | 0      |
| 2003-2004        | Pavia            | C1               | 23         | 0          | CI-C            | 3               | 0               | -                  | -                  | -                  | -           | -           | -           | 26     | 0      |
| 2004-gen. 2005   | Rimini           | C1               | 4          | 0          | CI+CI-C         | 1+0             | 0               | -                  | -                  | -                  | -           | -           | -           | 5      | 0      |
| gen.-giu. 2005   | Vittoria         | C1               | 18+2       | 0          | CI-C            | -               | -               | -                  | -                  | -                  | -           | -           | -           | 20     | 0      |
| 2005-2006        | Lumezzane        | C1               | 27+2       | 0          | CI+CI-C         | 1+0             | 0               | -                  | -                  | -                  | -           | -           | -           | 30     | 0      |
| 2006-2007        | San Marino       | C1               | 25+2       | 1          | CI-C            | 2               | 0               | -                  | -                  | -                  | -           | -           | -           | 29     | 1      |
| 2007-2008        | Benevento        | C2               | 22         | 2          | CI-C            | 6               | 1               | -                  | -                  | -                  | SL-C2       | 0           | 0           | 28     | 3      |
| 2008-2009        | Benevento        | 1D               | 18+4       | 1          | CI+CI-LP        | 3+0             | 0               | -                  | -                  | -                  | -           | -           | -           | 25     | 1      |
| 2009-2010        | Benevento        | 1D               | 25+1       | 3          | CI+CI-LP        | 2+1             | 0               | -                  | -                  | -                  | -           | -           | -           | 29     | 3      |
| Totale Benevento | Totale Benevento | Totale Benevento | 65+5       | 6          |                 | 12              | 1               |                    | -                  | -                  |             | 0           | 0           | 82     | 7      |
| 2010-2011        | Lanciano         | 1D               | 22         | 0          | CI+CI-LP        | 2+0             | 0               | -                  | -                  | -                  | -           | -           | -           | 24     | 0      |
| 2011-2012        | Ternana          | 1D               | 30         | 0          | CI-LP           | 4               | 0               | -                  | -                  | -                  | SL-PD       | 2           | 0           | 36     | 0      |
| 2012-2013        | Ternana          | B                | 32         | 0          | CI              | 2               | 0               | -                  | -                  | -                  | -           | -           | -           | 34     | 0      |
| Totale Ternana   | Totale Ternana   | Totale Ternana   | 62         | 0          |                 | 6               | 0               |                    | -                  | -                  |             | 2           | 0           | 70     | 0      |
| 2013-2014        | Catanzaro        | 1D               | 28+1       | 0          | CI-LP           | 3               | 0               | -                  | -                  | -                  | -           | -           | -           | 32     | 0      |
| 2014-gen. 2015   | Catanzaro        | LP               | 20         | 0          | CI+CI-LP        | 1+0             | 0               | -                  | -                  | -                  | -           | -           | -           | 21     | 0      |
| Totale Catanzaro | Totale Catanzaro | Totale Catanzaro | 48+1       | 0          |                 | 4               | 0               |                    | -                  | -                  |             | -           | -           | 53     | 0      |
| gen.-giu. 2015   | Grosseto         | LP               | 8          | 0          | CI-LP           | -               | -               | -                  | -                  | -                  | -           | -           | -           | 8      | 0      |
| 2015-2016        | Tuttocuoio       | LP               | 27         | 2          | CI+CI-LP        | -               | -               | -                  | -                  | -                  | -           | -           | -           | 27     | 2      |
| 2016-2017        | Pro Patria       | D                | 28+1       | 0          | CI-D            | 1               | 0               | -                  | -                  | -                  | -           | -           | -           | 30     | 0      |
| lug.-dic. 2017   | Mantova          | D                | 13         | 0          | CI-D            | 2               | 0               |                    |                    |                    |             |             |             | 15     | 0      |
| gen.-giu. 2018   | Forlì            | D                | 17         | 1          | CI-D            | 0               | 0               |                    |                    |                    |             |             |             | 17     | 1      |
| 2018-2019        | Pomigliano       | D                | 26         | 1          | CI-D            | 0               | 0               |                    |                    |                    |             |             |             | 26     | 1      |
| 2019-gen.2020    | Forlì            | D                | 4          | 0          | CI-D            | 2               | 0               |                    |                    |                    |             |             |             | 6      | 0      |
| Totale Forlì     | Totale Forlì     | Totale Forlì     | 21         | 1          |                 | 2               | 0               |                    | -                  | -                  |             | -           | -           | 23     | 1      |
| gen.-giu. 2020   | Cattolica S.M.   | D                | 10         | 3          | CI-D            | 0               | 0               |                    |                    |                    |             |             |             | 10     | 3      |
| Totale carriera  | Totale carriera  | Totale carriera  | 436+13     | 14         |                 | 34+1            | 2               |                    | 1                  | 0                  |             | 2           | 0           | 487    | 16     |

## Palmarès

### Club

#### Competizioni nazionali
- Lega Pro Prima Divisione: 1

Ternana: 2011-2012 (Girone A)
- Serie C2: 1

Benevento: 2007-2008 (Girone C)

#### Competizioni giovanili
- Torneo di Viareggio: 1

Inter: 2002
- Campionato Primavera: 1

Inter: 2001-2002